# Gramatyka języka polskiego

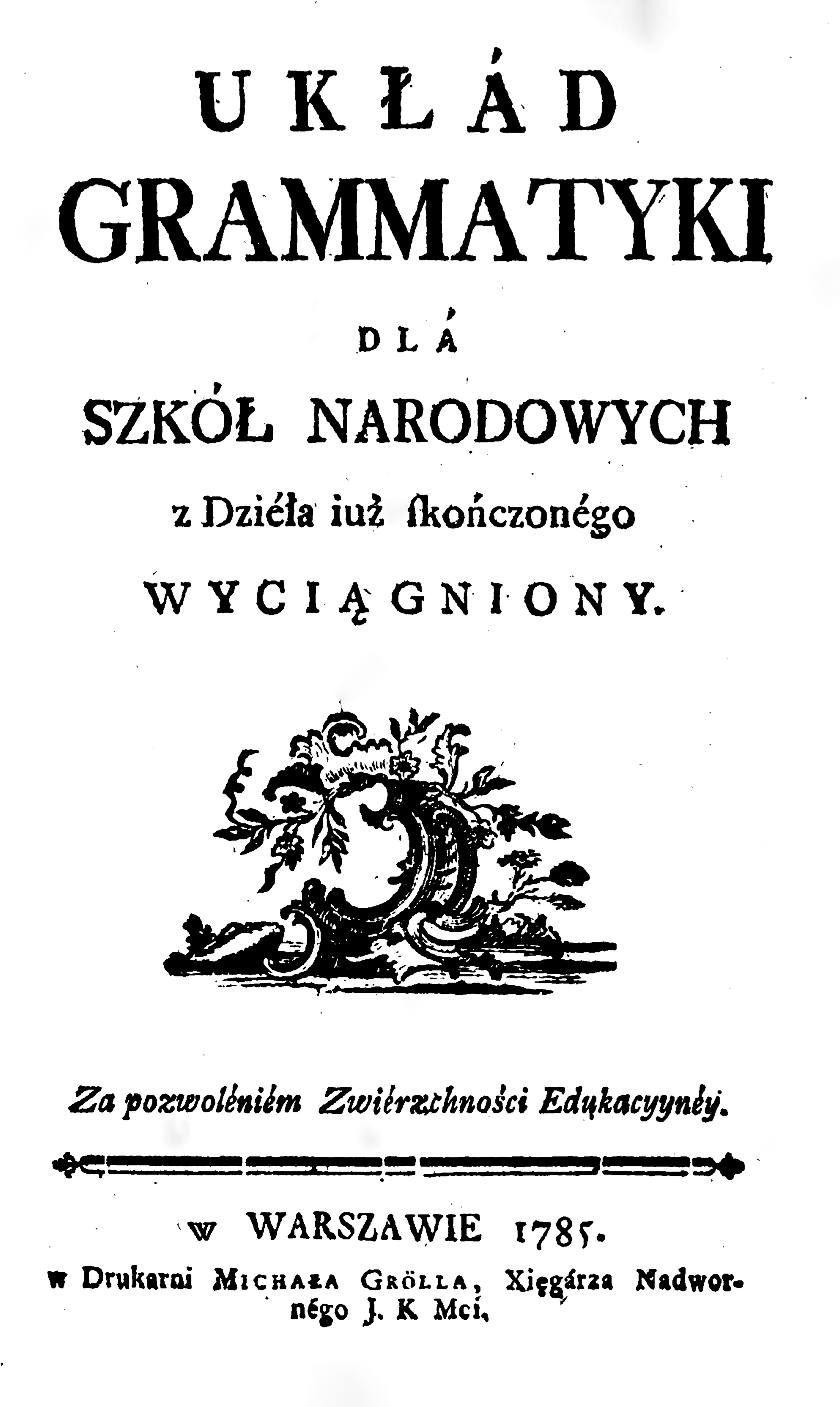
Onufry Kopczyński – Układ grammatyki dla szkół narodowych (1785)

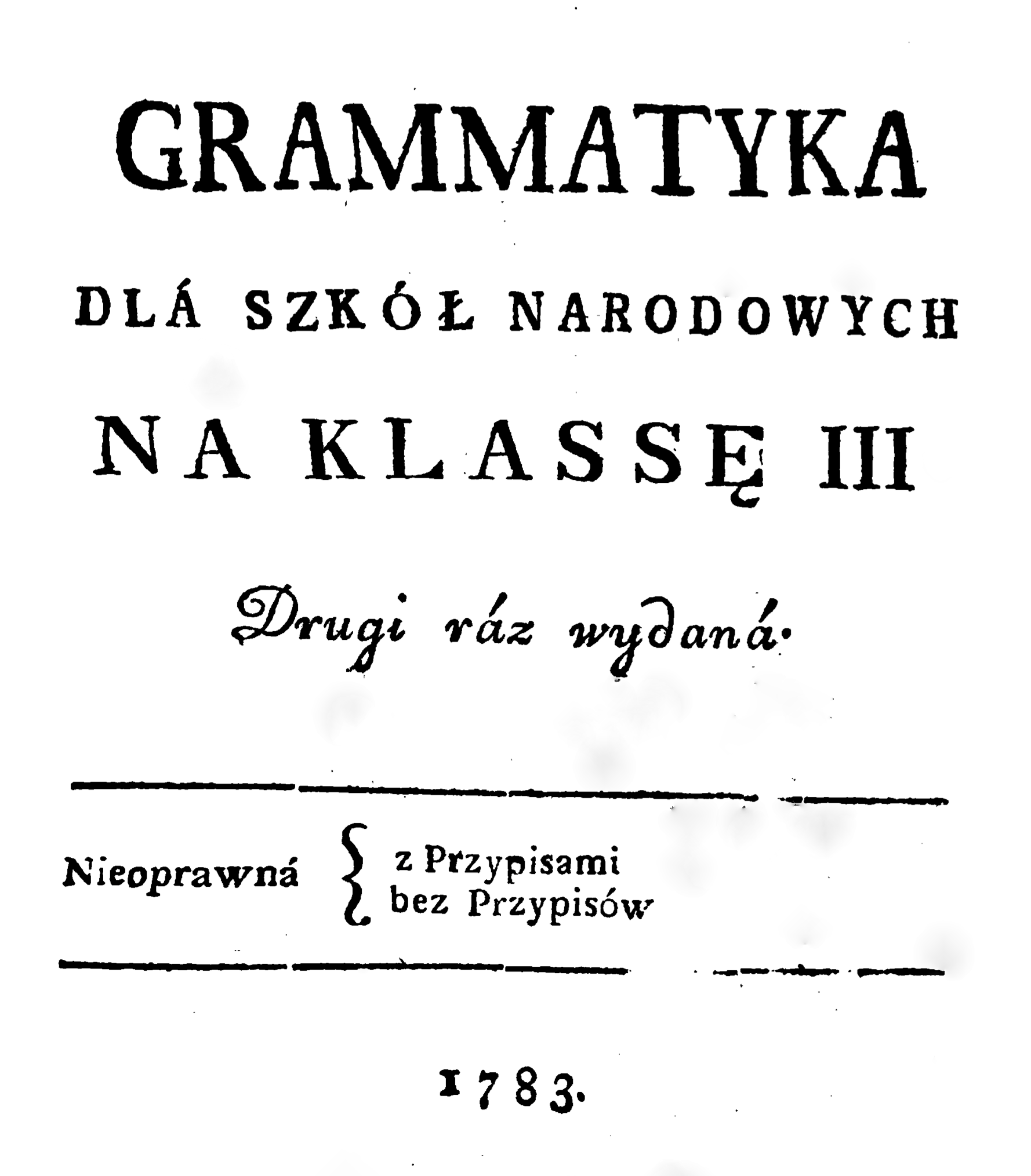
Wydana w 1783 roku przez Towarzystwo do Ksiąg Elementarnych Grammatyka dla szkół narodowych

Język polski reprezentuje typ fleksyjny.

## Wymiany głoskowe
Zrozumienie polskiej gramatyki staje się o wiele prostsze po uwzględnieniu ogólnych zasad wymian głoskowych.

### Fonemy i, y
W zgodnej opinii autorów współczesnych opracowań głoski [i] i [y] stanowią dwa fonemy. W końcówkach gramatycznych jednak zachowują się prawie zawsze zgodnie z dawniejszą teorią, sugerującą istnienie jednego fonemu:
[i] występuje po
- zmiękczonych wargowych p´ (głupi), b´ (gołębi), f´ (potrafi), w´ (mówi), m´ (ziemi)
- środkowojęzykowych ś (głosi), ć (kocich), ź (bazi), dź (widzisz), ń (tanim)
- półotwartym funkcjonalnie miękkim l (stali)
- funkcjonalnie twardych tylnojęzykowych k (taki), g (rogi)

natomiast [y] po
- twardych wargowych p (słupy), b (gruby), f (trafy), w (stawy), m (tamy)
- tylnojęzykowym ch (głuchy)
- przedniojęzykowych twardych t (płoty), d (młodymi), s (łysy), z (gazy), n (danym)
- półotwartych r (stary), ł (goły)
- stwardniałych zwartoszczelinowych c (nocy), dz (drodzy)
- stwardniałych szumiących sz (głuszy), cz (tkaczy), ż (bożym), dż (drożdży), rz (parzy)

Natomiast zamiast połączeń *ji występuje zwykle, przynajmniej w piśmie i wymowie starannej i: szyi.
Wyjątkiem są dopełniacze rosyjskich imion typu Kati oraz innych wyrazów obcych: Arabii, parafii, Danii, Rosji.

### Zmiękczanie
Wiele końcówek zmiękcza głoski funkcjonalnie twarde. Oznacza się je niekiedy znakiem ´, np. -´e. Umownie stosuje się też ten znak przed i/y. Przekształcenie zmiękczające zmienia czasem głoskę fonetycznie miękką w fonetycznie twardą. Konkretnie:
- Głoski wargowe (p, b, w, f, m) ulegają zmiękczeniu regularnie, do p´, b´, w´, f´, m´ (zapisywanych jako pi itp. przed samogłoską. Należy pamiętać, że na końcu wyrazu fonetyczna miękkość zanika (tego gołębia – ten gołąb, ta ziemia – tych ziem)), np.:
ten grób – tego grobu – na grobie
ten gruby – ci grubi
ja dmę – ty dmiesz – dmij!

- Niektóre głoski przedniojęzykowe (s, z, n) ulegają silniejszemu zmiękczeniu (czego nie widać w pisowni), do głosek środkowojęzykowych (ś, ź, ń; zapisywanych przed samogłoską jako si itp.), np.:
ten nos – na nosie
ten bosy – ci bosi
ja stanę – ty staniesz – stań!
  - Uwaga: w pewnych sytuacjach głoski s, z ulegają wymianie do stwardniałych sz, ż (w związku z jotyzacją, zobacz język prasłowiański, umownie zapisuje się (J)´ – koś- + (J)´ę = koszę), np.
pisać – ja piszę – ty piszesz
ty kosisz – ja koszę
zagrozić – zagrożony
  - ale wyjątkowo
zalesisz – zalesię
rozgałęzić – rozgałęziony

- Głoski przedniojęzykowe zwarte (t, d) ulegają zmiękczeniu do głosek środkowojęzykowych zwartoszczelinowych (ć, dź; zapisywanych przed samogłoską jako ci, dzi), np.:
ten młody – ci młodzi
ja gniotę – ty gnieciesz – gnieć!
  - Uwaga: w sytuacjach związanych z jotyzacją t, d ulegają wymianie do stwardniałych c, dz (st, zd do szcz, żdż), np.
ty płacisz – ja płacę
ty widzisz – ja widzę
ty bruździsz – ja brużdżę
pomścić – pomszczony

- Głoska r ulega wymianie do stwardniałego rz, np.:
ten stary – ci starzy
ta kura – tej kurze

- Głoska ł ulega wymianie do l, które zachowało fonetyczną miękkość tylko przed i, np.:
ten mały – ci mali
ten wół – na wole

- Głoski tylnojęzykowe (k, g, ch) ulegają wymianie do stwardniałych głosek szumiących (cz, ż, sz; w związku z pierwszą palatalizacją, zobacz język prasłowiański), np.:
smok – smoczek
dług – oddłużyć
mucha – musze
  - Uwaga 1: k, g przed e oraz i (pochodzącym z historycznego y) stają się fonetycznie miękkie (w związku z czwartą palatalizacją, zobacz Powstanie i rozwój języka polskiego), np.:
ta długa – ten długi
ten mak – tego maku – tym makiem – te maki
  - Uwaga 2: sk, zg przechodzą w szcz, żdż, np.:
pluskać – ja pluszczę
mózg – móżdżek
  - Uwaga 3: k, g w deklinacji z reguły przechodzą w c, dz (w związku z drugą palatalizacją, zobacz język prasłowiański; sk, zg przechodzą dziś w analogiczne sc, zdz, choć dawniej spotykano też szcz), np.:
ten długi – ci dłudzy
ta foka – tej foce
ta miazga – tej miazdze
ta Polska – tej Polsce (ale w Panu Tadeuszu – „Polszcze”)

- Głoski miękkie zwykle nie ulegają wymianom
ten głupi – ci głupi
ten tani – ci tani
ten cudzy – ci cudzy

- Stwardniałe c, dz powstałe w wyniku trzeciej palatalizacji ulegają niekiedy wymianie do cz, ż
ojciec – ojcze
ksiądz – księża

Zmiękczeniu ulega również poprzednia spółgłoska s lub z przed l, ń, ć, dź, rzadko także przed m, w czasownikach niekiedy także przed p, np.:
ta wiosna – tych wiosen – o wiośnie
ten błazen – tego błazna – o błaźnie
to dziąsło – o dziąśle
ta pasta – tej paście
ta gwiazda – o gwieździe
to pasmo – o paśmie lub pasmie
spać – śpię
ale
romantyzm – o romantyzmie (powszechna wymowa /-yźmie/)
wyspa – o wyspie

### Przegłos polski (lechicki)
a lub o (ó) przed zębową historycznie twardą, e wszędzie poza tym, np.
- on siwiał – oni siwieli
- ten popiół – tego popiołu – w popiele
- on plótł – ona plotła – oni pletli

W trakcie historii języka analogia i inne procesy mogły pokrzyżować regularne wymiany, a nawet wprowadzić je tam, gdzie ich być nie powinno, np.
- biodro – biodrze (zamiast *biedrze), choć wciąż biedrzeniec
- ta wieś – tej wsi – wioska (ruchome e nie powinno podlegać wymianie do o)
- kozioł – kozła
- osioł – osła
- kocioł – kotła
- ziemia – poziom, poziomka, ziomek (wymiana nie powinna zachodzić przed m)
- on wlókł – ona wlokła – oni wlekli (również regularnie wlekł, wlekła)
- działo, dziale obok dzieło, dziele (zamiast spodziewanego działo – dziele)

### Wymiany związane z dawną długością samogłosek ieruchome
ó:o, ą:ę, e:0 (rzeczowniki: r.m.: M.l.p., r.ż. i n.: D.l.m.)
- on plótł – ona plotła
- on szedł – ona szła (z uproszczeniem grupy spółgłoskowej)
- on kopnął – ona kopnęła
- pies – psa
- wóz – wozu

też przed -(e)k, -ka, -ko
- pies – piesek
- osoba – osóbka
- gęś – gąska, ale gęsi

## Części mowy
W tradycyjnej (szkolnej) klasyfikacji wyróżnia się 10 części mowy:
- 5 odmiennych: rzeczownik, przymiotnik, czasownik, liczebnik, zaimek;
- 5 nieodmiennych: przysłówek, przyimek, spójnik, wykrzyknik, partykuła.

### Odmienne
- Rzeczownik – odmienia się przez przypadki i liczby, jednakże:
  - niektóre rzeczowniki odmieniające się przez przypadki mają tylko liczbę pojedynczą (np. matematyka, odzież, leżenie, Kraków, Monachium);
  - niektóre mają tylko liczbę mnogą (np. dżinsy, nożyce, sanie, drzwi, Sudety, Węgry);
  - niektóre odmieniają się przez liczby, ale nie odmieniają się przez przypadki w liczbie pojedynczej (np. gimnazjum, muzeum, liceum, technikum);
  - niektóre są nieodmienne, tzn. nie odmieniają się ani przez przypadki, ani przez liczby (np. alibi, graffiti, kakadu, boa, Monte Cassino).

Rzeczownik nie odmienia się przez rodzaje. Rzeczownik w liczbie pojedynczej występuje w jednym z trzech rodzajów:
- męskim (np. mężczyzna, lew, stół);
- żeńskim (np. kobieta, lwica, stolnica);
- nijakim (np. dziecko, źrebię, okno).

Rzeczownik w liczbie mnogiej występuje w jednym z dwóch rodzajów:
- męskoosobowym (np. mężczyźni, sąsiedzi);
- niemęskoosobowym (np. lwy, kobiety, dzieci).

Te części mowy, które rzeczownik określają, dostosowują do niego swoje formy rodzajowe:
- przymiotniki (np. dziewczyna → piękna);
- zaimki (np. zeszyt → tamten);
- liczebniki (np. chłopców → dwóch);
- czasowniki (np. dziecko → zapłakało).

- Czasownik – odmienia się przez:
  - osoby – trzy osoby w liczbie pojedynczej i mnogiej – 1. ja, my, 2. ty, wy, 3. on, ona, ono oraz oni, one;
  - liczby – dwie liczby – pojedynczą i mnogą;
  - czasy – trzy czasy – teraźniejszy, przeszły, przyszły; rzadko spotykany bywa także czwarty czas – zaprzeszły;
  - tryby – trzy albo cztery, zależnie od interpretacji, tryby – orzekający, przypuszczający, rozkazujący, łączący;
  - strony – trzy strony – czynna, bierna, zwrotna;
  - rodzaje (z wyjątkiem czasu teraźniejszego):
    - trzy w liczbie pojedynczej – męski, żeński i nijaki;
    - dwa w liczbie mnogiej – męskoosobowy i niemęskoosobowy.

  - przypadki – jedynie w postaci imiesłowu przymiotnikowego (robiący, robiącego, robiącemu...)

Poza tym czasownik posiada aspekt – jest albo dokonany (np. zrobić), albo niedokonany (np. robić). Nieliczne czasowniki nie zaliczają się do żadnej z tych dwóch kategorii – są to czasowniki dwuaspektowe (np. aresztować) bądź jednoaspektowe (np. być, mieć).
- Przymiotnik – odmienia się przez przypadki, liczby i rodzaje. Zawsze dopasowuje swoją formę gramatyczną do rzeczownika, który określa.

- Liczebnik – odmienia się przez przypadki i rodzaje (nie odmienia się przez liczby, bowiem liczby określa);

- Zaimek – w odmianie zachowuje się tak, jak części mowy, które zastępuje. Odmienne zaimki:
  - zaimek rzeczowny (np. ja, ona, ktoś, nikt, nic) odmienia się przez przypadki i liczby (jak rzeczownik), ale w przypadku zaimka on również przez rodzaje (on → rodzaj męski, ona → rodzaj żeński, ono → rodzaj nijaki, oni → rodzaj męskoosobowy, one → rodzaj niemęskoosobowy);
  - zaimek przymiotny (np. mój, twój, ten, tamten, inny) odmienia się jak przymiotnik przez przypadki, liczby i rodzaje;
  - zaimek liczebny (np. ile, tyle) odmienia się jak liczebnik przez przypadki i rodzaje.

### Nieodmienne
- Przysłówek (np. ładnie, wszędzie, jutro);

- Zaimek przysłowny (np. jak? – tak; gdzie? – tam; kiedy? – kiedyś; którędy? – tamtędy; skąd? – stamtąd; dokąd? – tam);

- Przyimek (np. w, z, u);

- Wykrzyknik (np. ach!, hej!, halo!, hura!, bęc!);

- Partykuła ( np. czy, no, że, niech, by, nie);

- Spójnik (np. i, lecz, ale, oraz).

## Cechy gramatyczne słów

### Liczby
W języku polskim są 2 liczby – pojedyncza i mnoga. Nieliczne zachowane formy liczby podwójnej pełnią funkcje liczby mnogiej, szczególnie w określeniach części ciała występujących parami.
Można na przykład porównać odmianę słów ręka (zachowane formy liczby podwójnej) i męka (odmiana normalna):
| Przypadek   | Liczba pojedyncza | Liczba mnoga (z formami dawnej liczby podwójnej) | Liczba pojedyncza | Liczba mnoga |
| ----------- | ----------------- | ------------------------------------------------ | ----------------- | ------------ |
| Mianownik   | ręka              | ręce                                             | męka              | męki         |
| Dopełniacz  | ręki              | rąk                                              | męki              | mąk          |
| Celownik    | ręce              | rękom                                            | męce              | mękom        |
| Biernik     | rękę              | ręce                                             | mękę              | męki         |
| Narzędnik   | ręką              | rękoma lub rękami                                | męką              | mękami       |
| Miejscownik | ręce              | ręku lub rękach                                  | męce              | mękach       |
| Wołacz      | ręko              | ręce                                             | męko              | męki         |

W liczbie mnogiej wyrazu ręka zachowały się formy dawnej liczby podwójnej – z końcówką e zamiast i w mianowniku, bierniku i wołaczu oraz -oma obok -ami w narzędniku. Forma rękoma występuje przeważnie w języku książkowym, w języku codziennym słyszy się zwykle rękami.
W gwarach reliktem liczby podwójnej są formy typu chodźta, chodźwa, róbta, robita itp., które w większości narzeczy przybrały znaczenie liczby mnogiej. Słowo róbta pierwotnie znaczyło „(wy dwaj) róbcie”.

### Rodzaje
Na podstawie kryterium zgodności rzeczownika z przymiotnikiem można wyróżnić pięć rodzajów rzeczownika. Podział ten zaproponował w 1956 roku Witold Mańczak:
| Rodzaj                                                         | Przykład – biernik liczby pojedynczej | Przykład – biernik liczby pojedynczej | Przykład – mianownik liczby mnogiej | Przykład – mianownik liczby mnogiej |
| Rodzaj                                                         | Wyraz określający                     | Wyraz określany                       | Wyraz określający                   | Wyraz określany                     |
| -------------------------------------------------------------- | ------------------------------------- | ------------------------------------- | ----------------------------------- | ----------------------------------- |
| Rodzaj męskoosobowy (męski osobowy, mężczyźniany)              | nowego                                | pracownika                            | nowi                                | pracownicy                          |
| Rodzaj męskozwierzęcy (męskożywotny, męski nieosobowy żywotny) | nowego                                | psa                                   | nowe                                | psy                                 |
| Rodzaj męskorzeczowy (męski nieosobowy nieżywotny)             | nowy                                  | stół                                  | nowe                                | stoły                               |
| Rodzaj żeński                                                  | nową                                  | szafę                                 | nowe                                | szafy                               |
| Rodzaj nijaki                                                  | nowe                                  | krzesło                               | nowe                                | krzesła                             |

Z kolei dla innych niż rzeczownik części mowy (w tym także dla zaimków rzeczownych!) wyróżnia się:
- trzy rodzaje w liczbie pojedynczej: męski, żeński i nijaki;
- dwa rodzaje w liczbie mnogiej: męskoosobowy i niemęskoosobowy.

Dla uproszczenia zwykle trzy rodzaje rzeczownika – męskoosobowy, męskozwierzęcy oraz męskorzeczowy – klasyfikuje się w liczbie pojedynczej wspólnie jako po prostu rodzaj męski. Pozwala na ujednolicenie nazw rodzajów dla rzeczowników oraz dla innych części mowy. W takim wypadku w liczbie mnogiej rzeczownika określa się rodzaj niezależnie od jego rodzaju w liczbie pojedynczej: ten brat (r. męski)→ ci bracia (r. męskoosobowy), ale ten pies (r. męski)→ te psy (r. niemęskoosobowy).
Oprócz standardowego podziału na pięć rodzajów można spotkać inne. Na przykład Zygmunt Saloni zaproponował w 1976 roku podział rzeczowników na dziewięć kategorii (oznaczonych jako M1, M2, M3, F, N1, N2, P1, P2 i P3), rozszerzając klasyfikację Mańczaka o:
- dwa podtypy rodzaju nijakiego:
  - N1 – rzeczowniki, które w liczbie mnogiej łączą się z liczebnikiem zbiorowym, np. dwoje dzieci;
  - N2 – rzeczowniki, które w liczbie mnogiej łączą się z liczebnikiem głównym, np. dwa okna;
- trzy typy rzeczowników plurale tantum:
  - P1 – uzgadniające się z męskoosobowymi formami czasownika i przymiotnika oraz liczebnikami zbiorowymi, np. ci państwo powiedzieli, pięcioro państwa;
  - P2 – uzgadniające się z niemęskoosobowymi formami czasownika i przymiotnika oraz liczebnikami zbiorowymi, np. te drzwi zaskrzypiały, pięcioro drzwi;
  - P3 – uzgadniające się z niemęskoosobowymi formami czasownika i przymiotnika, ale nie łączące się bezpośrednio z liczebnikami, np. te spodnie są ładne, trzy pary spodni[4].

Marcin Woliński w 2001 roku zmodyfikował klasyfikację Saloniego:
- włączając grupę P1 do M1, czyli rzeczowników męskoosobowych (ze względu na różnice w łączliwości z liczebnikami, wprowadził dodatkowy podział w obrębie tej grupy: M11 obejmuje "standardowe" męskoosobowe rzeczowniki, a M12 – plurale tantum z męskoosobowym uzgodnieniem);
- włączając grupę P2 do N1 (obie mają w liczbie mnogiej uzgodnienie niemęskoosobowe i łączą się z liczebnikami zbiorowymi – dwoje skrzypiec, dwoje dzieci);
- grupę P3 opisał jako dodatkową grupę rzeczowników nijakich (N3)[5].

Z kolei Zofia Zaron w 2004 roku zaproponowała alternatywny podział biorący pod uwagę wyłącznie kwestie fleksyjne (konkretnie: końcówki mianownika, dopełniacza i biernika w obu liczbach), a nie składniowe (przez to rzeczowniki takiej jak poeta, artysta, czy starosta klasyfikowane są jako żeńskie). Klasyfikacja Zaron wyróżnia siedem grup rzeczowników:
- żeńskie, np. szafa;
- męskożywotne, np. pies;
- męskonieżywotne, np. dom;
- nijakie, np. okno;
- niemęskoosobowe nienijakie, np. drzwi;
- żeńsko-męskoosobowe, np. poeta;
- męskożywotno-męskoosobowe, np. chłopiec[7].

### Przypadki
Jest 7 przypadków (w nawiasach podano pytania przypadków):
- mianownik (kto? co?) jest
- dopełniacz (kogo? czego?) nie ma
- celownik (komu? czemu?) przyglądam się
- biernik (kogo? co?) widzę, słyszę
- narzędnik ((z) kim? (z) czym?) idę, cieszę się
- miejscownik (o kim? o czym?) mówię, myślę
- wołacz (brak pytania).

Przykładowa odmiana przez przypadki:
| M.          | nos    | ojczyzna  | jajko   |
| D.          | nosa   | ojczyzny  | jajka   |
| C.          | nosowi | ojczyźnie | jajku   |
| B.          | nos    | ojczyznę  | jajko   |
| N.          | nosem  | ojczyzną  | jajkiem |
| Msc lub Ms. | nosie  | ojczyźnie | jajku   |
| W.          | nosie! | ojczyzno! | jajko!  |

Szczątkowo zachowały się formy rzeczownikowej odmiany przymiotników. Formy te to np. nom. zdrów oraz pierwotne dopełniacz i celownik w wyrażeniach typu z grecka i po grecku.
W liczbie mnogiej wołacz jest zawsze równy mianownikowi.

## Czasownik
Czasownik określa czynność lub stan.
W języku polskim wyróżnia się – w zależności od klasyfikacji – 3 lub 4 koniugacje w czasie teraźniejszym, a w dydaktyce 11 wzorów odmiany (i podwzory).

### Aspekt
Każdy czasownik posiada aspekt – dokonany lub niedokonany. System czasów jest różny u czasowników dokonanych i niedokonanych. Od czasownika bazowego tworzy się inne czasowniki przez dodawanie przedrostków. Tak tworzy się też formy dokonane z niedokonanych. Dość często występuje też sytuacja, że w złożeniach czasownik niedokonany staje się dokonanym, a forma niedokonana jest zupełnie inna:
- X – czasownik bazowy o znaczeniu 1 w aspekcie niedokonanym
- przedrostek 1 + X – czasownik o znaczeniu 1 w aspekcie dokonanym
- przedrostek 2 + X – czasownik pochodny o znaczeniu 2 w aspekcie dokonanym!
- przedrostek 2 + Y – czasownik pochodny o znaczeniu 2 w aspekcie niedokonanym
- Y – czasownik o znaczeniu wielokrotnym w aspekcie niedokonanym (często forma nieistniejąca!)

Np.:
- robić – czasownik bazowy w aspekcie niedokonanym
- zrobić – ten sam czasownik w aspekcie dokonanym
- zarobić – czasownik pochodny w aspekcie dokonanym
- zarabiać – czasownik pochodny w aspekcie niedokonanym
- rabiać – forma nieistniejąca!

- pisać – czasownik bazowy w aspekcie niedokonanym
- napisać – ten sam czasownik w aspekcie dokonanym
- zapisać – czasownik pochodny w aspekcie dokonanym
- zapisywać – czasownik pochodny w aspekcie niedokonanym
- pisywać – czasownik o znaczeniu wielokrotnym w aspekcie niedokonanym

Nieliczne czasowniki (np. aresztować) wykazują cechy obu aspektów (tzw. czasowniki dwuaspektowe) i ich konkretne znaczenie zwykle wynika z kontekstu, choć może być niejasne. Np. w zdaniu „Uciekł, gdy go aresztowaliśmy.” wyraz ten można zinterpretować zarówno w aspekcie dokonanym („Najpierw go aresztowaliśmy, a dopiero potem nam uciekł.”), jak i w niedokonanym („Próbowaliśmy go aresztować, ale się nie udało, bo uciekł.”)

### Czasy
Istnieją następujące czasy (różne formy mają to samo znaczenie):
- czasy niedokonane
  - przyszły złożony
    - forma imiesłowowa – „będziemy robili”
    - forma bezokolicznikowa – „będziemy robić”

  - teraźniejszy – „robimy”
  - przeszły (niedokonany)
    - forma ściągnięta – „robiliśmy”
    - forma z końcówką osobową doczepioną do innego wyrazu – „żeśmy robili”, „myśmy robili”, „gdybyśmy robili” itd. (formy z pominiętą końcówką osobową, np. „my robili”, są gwarowe, niezgodne z normą ogólnopolską)
- czasy dokonane
  - przyszły prosty – „zrobimy”
  - przeszły (dokonany)
    - forma ściągnięta – „zrobiliśmy”
    - forma z końcówką osobową doczepioną do innego wyrazu – „żeśmy zrobili”, „myśmy zrobili”, „gdybyśmy zrobili” itd. (formy z pominiętą końcówką osobową, np. „my zrobili”, są gwarowe, niezgodne z normą ogólnopolską).

Czasowniki w aspekcie dokonanym nie mają form złożonych czasu przyszłego, dlatego występują tylko w dwóch czasach. W ten sposób w języku polskim możemy wyróżnić pięć form czasowo-aspektowych, choć należy zauważyć, że:
1. Formy czasu teraźniejszego są tworzone tak samo, jak formy czasu przyszłego prostego.
2. Formy czasu przeszłego niedokonanego są tworzone tak samo, jak formy czasu przeszłego dokonanego.

#### Czas zaprzeszły
Czas zaprzeszły w języku współczesnym zanikł w zasadzie całkowicie i znany jest dziś tylko z książek (bardzo rzadko bywa używany w celu celowej archaizacji języka mówionego). Czas ten oznaczał zdarzenie, które zaszło przed innym zdarzeniem, czasem również zdarzenie, które zaszło bardzo dawno temu.
- forma niedokonana – „robiłem był”, „byłem robił” itd.
- forma dokonana – „zrobiłem był”, „byłem zrobił” itd.

Formy czasu zaprzeszłego niedokonanego są tworzone tak samo, jak formy czasu zaprzeszłego dokonanego. Czasu zaprzeszłego nie należy mylić z czasem przeszłym (tzw. II formą) trybu przypuszczającego (np. „byłbyś zrobił X, to nie stałoby się Y”).

#### Czas przeszły
Czas przeszły oznacza zdarzenie, które już zaszło (dokonany) lub zachodziło (niedokonany). Nie jest to wprawdzie zbyt użyteczna definicja (polega na użyciu czasownika „zajść” w odpowiednim czasie), jednak powinna być dla większości użytkowników języka polskiego zrozumiała.
Tworzy się go przez dodanie do formy imiesłowu przeszłego (zależnej od liczby i rodzaju) odpowiedniej końcówki osobowej:
|       | lp.    | l.m.      |
| ----- | ------ | --------- |
| 1.os. | – (e)m | – (e)śmy  |
| 2.os. | – (e)ś | – (e)ście |
| 3.os. | -0     | -0        |

Końcówka osobowa jest ruchoma – pierwotnie czas przeszły składał się z imiesłowu przeszłego i czasownika pomocniczego. Może występować w połączeniu z czasownikiem w formie przeszłej, ze słowem pomocniczym że, lub z innymi słowami. Możliwe są więc formy typu (końcówka osobowa zaznaczona na czerwono):
- gdzie byliście
- gdzieście byli
- myśmy tego nie zrobili
- rybyśmy łapali.

We współczesnym języku dominuje postać z końcówką doklejoną do imiesłowu czasu przeszłego.
Forma jam ma charakter podniosły. Inne formy mają charakter potoczny lub są stosowane do podkreślenia. Formy typu „gdzie żeście byli” przeważnie uznaje się za nienormatywne, chociaż są rozpowszechnione w mowie potocznej niektórych regionów. Końcówkę -ście dokleja się do cząstki „że” wtedy, gdy pełni ona rolę spójnika lub partykuły wzmacniającej, np. Mówili, że jedliście. = Mówili, żeście jedli., Gdzieżeście byli? = Gdzież byliście?

#### Czas teraźniejszy
Pod względem formy czas teraźniejszy jest identyczny jak czas przyszły prosty. Formy czasu teraźniejszego oznaczają czynności lub stany:
- aktualne (np. Teraz jem śniadanie);
- omnitemporalne (np. Kwadrat ma cztery boki);
- habitualne (np. We wtorki chodzę na siłownię).

Marginalne jest użycie form czasu teraźniejszego dla oznaczenia czynności lub stanów:
- przyszłych (np. Jutro pracuję do ósmej);
- przeszłych (np. To było tak: idę sobie ulicą, a tu nagle jak nie wyskoczy pies bez kagańca).

|       | lp.   | l.m.   |
| ----- | ----- | ------ |
| 1.os. | -ę    | -´emy  |
| 2.os. | -´esz | -´ecie |
| 3.os. | -´e   | -ą     |

|       | lp.         | l.m.          |
| ----- | ----------- | ------------- |
| 1.os. | – (J)´ę     | -´imy/-´ymy   |
| 2.os. | -´isz/-´ysz | -´icie/-´ycie |
| 3.os. | -´i/-´y     | – (J)´ą       |

|       | lp.  | l.m.  |
| ----- | ---- | ----- |
| 1.os. | -am  | -amy  |
| 2.os. | -asz | -acie |
| 3.os. | -a   | -ają  |

|       | lp.   | l.m.   |
| ----- | ----- | ------ |
| 1.os. | -´em  | -´emy  |
| 2.os. | -´esz | -´ecie |
| 3.os. | -´e   | -´eją  |

Niekiedy III i IV koniugację łączy się w jedną.
W niektórych czasownikach nieregularnych pojawia się -adzą, -´edzą zamiast -ają, -´eją.
W I koniugacji pojawiają się oboczności związane z przegłosem lechickim: jadę – jedziesz, niosę – niesiesz.
Pierwsza koniugacja dotyczy prawie wszystkich czasowników, druga – szóstej i siódmej grupy, trzecia – pierwszej grupy, a czwarta – drugiej grupy.

#### Czas przyszły prosty
Pod względem formy czas przyszły prosty jest identyczny jak czas teraźniejszy. Formy czasu przyszłego prostego oznaczają czynności lub stany przyszłe (np. Za miesiąc skończę szkołę). Marginalne jest użycie form czasu przyszłego prostego dla oznaczenia czynności lub stanów:
- habitualnych (np. Zawsze, kiedy przyjdzie, wypija szklankę mleka);
- omnitemporalnych (np. Nie rozpali się ognia, jeśli się nie ma żadnych narzędzi);
- przeszłych (np. To było tak: idę sobie ulicą, a tu nagle jak nie wyskoczy pies bez kagańca).

#### Czas przyszły złożony
Formy czasu przyszłego złożonego oznaczają czynności lub stany przyszłe. Forma imiesłowowa (będzie robił) występuje częściej niż forma bezokolicznikowa (będzie robić), szczególnie w rodzaju męskim. W innych rodzajach forma bezokolicznikowa jest krótsza i wygodniejsza niż imiesłowowa (będzie robiła).

### Tryby
W gramatyce języka polskiego występują trzy lub więcej niż trzy tryby, w zależności od interpretacji:

#### Tryb oznajmujący
Tryb oznajmujący wyraża neutralny lub obiektywny stosunek mówiącego do podawanych faktów. Czasownik w trybie oznajmującym odmienia się przez osoby, liczby, rodzaje i czasy.

#### Tryb przypuszczający
Tryb przypuszczający tworzy się przez dodanie do imiesłowu przeszłego partykuły by i końcówki osobowej czasu przeszłego. Cząstka by z końcówką osobową jest ruchoma, np. widziałbym psa = psa bym widział.
Istnieje też dość rzadko używana forma czasu przeszłego, składająca się z trybu przypuszczającego czasownika być i imiesłowu przeszłego, np. byłbym upadł, gdybyś mi nie pomógł. W typowym języku praktycznie niespotykana, wykorzystywana od czasu do czasu w celach stylizacyjnych.

#### Tryb rozkazujący
Tryb rozkazujący w języku polskim posiada syntetyczne formy drugiej osoby liczby pojedynczej i mnogiej oraz pierwszej osoby liczby mnogiej: chodź, chodźcie, chodźmy.
Końcówką 2. os. l.p. jest -´0 lub -´ij/-´yj (po niektórych grupach spółgłoskowych) w pierwszej i drugiej koniugacji, -aj w trzeciej i -´ej (dla nieregularnych czasem -´edz). Formy 1. i 2. osoby l.m. tworzy się przez dodanie końcówek odpowiednio -my i -cie.
Formy trzeciej osoby obu liczb tworzy się za pomocą partykuły niech: niech chodzi, niech chodzą. Niekiedy tworzy się również w ten sposób formę pierwszej osoby.
Używa się także formy grzecznościowej z proszę i bezokolicznikiem, np. proszę wejść. Nie jest to jednak forma morfologiczna trybu rozkazującego.

#### Tryb łączący
Istnieje podział wśród autorów co do istnienia trybu łączącego, jednak wiele opracowań, zarówno dawnych, jak i stosujących współczesne metody lingwistyczne rozróżnia taki tryb w polszczyźnie, jak i w innych językach słowiańskich. Tryb łączący, tak rozumiany, różni się od trybu przypuszczającego regułami składniowymi dotyczącymi cząstki by.
Tryb łączący tworzy się za pomocą partykuł żeby, iżby, ażeby, aby, coby i skrótowego by. Tryb ten nie ma swojej własnej morfologii, wymienionym partykułom towarzyszy dawny imiesłów czasu przeszłego lub bezokolicznik, podobnie jak w języku rosyjskim.
Tryb łączący można stosować, między innymi gdy w zdaniu nadrzędnym występuje czasownik wyrażających wolę, rozkaz, życzenie, powątpiewanie, żądanie, obawę, unikanie, np. chcę, by wysłał list w miejsce nieprawidłowego chcę, że wyśle list, lub gdy zdanie nadrzędne jest przeczące, np. nie nalegam, by wysłał list.
Cząstkę by wykorzystuje również tryb przypuszczający, jednak występują tu różne reguły składniowe, według których partykuła właściwa dla trybu łączącego musi zaczynać zdanie podrzędne. Porównaj np. tryb łączący w upieram się, by chodził do szkoły do trybu przypuszczającego w upieram się, że chodziłby do szkoły. Stąd też, trybu łączącego nie implikują właściwe dla trybu przypuszczającego konstrukcje z sekwencjami rozdzielnych partykuł typu że by, ponieważ że, w odróżnieniu np. od żeby, nie jest partykułą właściwą dla trybu łączącego, a by nie występuje jako pierwsze.

### Strony czasownika
W języku polskim wyróżnia się trzy strony:
- czynną (Mama myje Anię);
- bierną (Ania jest myta przez mamę);
- zwrotną (Ania się myje).

Strona zwrotna wyróżnia się obecnością zaimka zwrotnego się. Istnieje również forma celownikowa tego zaimka (sobie), używana zwykle dla modyfikacji znaczenia czasownika w stronie czynnej (Idę sobie tak bez celu. albo: Idź sobie wreszcie!). Istnieją nieliczne czasowniki, które tworzą stronę zwrotną tylko z formą celownikową (np. wyobrazić sobie).
Strona bierna składa się z:
- formy osobowej czasownika być (dla czasowników niedokonanych) lub zostać (dla czasowników dokonanych);
- imiesłowu przymiotnikowego biernego.

### Imiesłowy
Imiesłów to forma czasownika, która zachowuje się jak przymiotnik lub przysłówek.

#### Imiesłów przymiotnikowy czynny
Imiesłów przymiotnikowy czynny ma znaczenie współczesne, np. Boję się szczekających psów.
Tworzy się go od czasowników niedokonanych przez zastąpienie końcówki -ą 3. os. l.m. czasu teraźniejszego przez -ący, czyli dodanie -cy.

#### Imiesłów przymiotnikowy bierny
Imiesłów przymiotnikowy bierny ma znaczenie współczesne dla czasowników niedokonanych (Myty chłopiec wyrywał się.) i uprzednie dla dokonanych (Umyte warzywa wrzucamy do wody.)
Tworzy się go przez dodanie końcówki -´ony do tematu czasu teraźniejszego czasowników odmieniających się według XI wzoru odmiany, -(J)´ony dla grupy VI, -nięty do podstawowego tematu grupy V, a dla innych czasowników przez dodanie do tematu czasu przeszłego -ny po a (które może się wymieniać na e w innych formach, ale nie w M. l.m. r.m.-os.) i -ty w pozostałych przypadkach.
W M. l.m. r.m.-os. -´ony przechodzi w -´eni, przy czym zwykle ć, dź przechodzi w c, dz.
Nawet dla czasowników nieprzechodnich ta forma jest podstawą rzeczownika odczasownikowego i form bezosobowych na -no, -to.

#### Imiesłów przysłówkowy współczesny
Imiesłów przysłówkowy współczesny ma znaczenie czynne, np. Pies biegnie, szczekając.
Tworzy się go od czasowników niedokonanych przez zastąpienie końcówki -ą 3. os. l.m. czasu teraźniejszego przez -ąc, czyli dodanie -c.

#### Imiesłów przysłówkowy uprzedni
Imiesłów przysłówkowy uprzedni ma znaczenie czynne, np. Zaszczekawszy, pies podbiegł do Marty.
Tworzy się go od czasowników dokonanych przez zastąpienie -ł w formie męskiej imiesłowu uprzedniego czynnego przez -wszy po samogłosce i -łszy po spółgłosce.

#### Imiesłów przymiotnikowy przeszły czynny
Imiesłów przymiotnikowy przeszły czynny jest podstawą do tworzenia:
- czasu przeszłego;
- czasu przyszłego złożonego;
- trybu przypuszczającego.

Tworzy się go przez dodanie odpowiedniej końcówki: -ł w rodzaju męskim, -ła w żeńskim, -ło w nijakim, -ły w niemęskoosobowym i -li w męskoosobowym (Z uwzględnieniem odpowiednich wymian – dla wielu czasowników: w r.m. l.p. ę > ą, o > ó; w r.m.-os. l.m. ´o, ´a > ´e).
Od niektórych czasowników nieprzechodnich dokonanych tworzy się też formę przymiotnikową z końcówką -ły. Pojawia się wtedy rozróżnienie – oni ściemnieli, ale oni są ściemniali.

### Bezokolicznik
Bezokolicznik tworzy się przez dodanie, najczęściej do tematu czasu przeszłego, końcówki -ć. Zachodzi przy tym często (o ile jest możliwy) przegłos ę > ą, o > ó i ´o, ´a > ´e.
Kiedy temat kończy się na -s-, -t-, -d- tworzy się końcówka -ść, kiedy na -z- – -źć /-ść/, kiedy na -k-, -g- – -c. Inne zakończenia to -ać, -eć, -ić, -yć, -uć, -ąć.
jeść – jadł – jadła
móc – mógł – mogła
dać – dał – dała

### Formy bezosobowe na -no, -to
Forma ta odpowiada konstrukcji bezosobowej z się w czasie przeszłym: gotowano zupę = gotowało się zupę.
Jest tworzona poprzez zastąpienie -y w M. r.m. imiesłowiu przymiotnikowego biernego przez -o.

### Rzeczownik odczasownikowy
Rzeczownik odczasownikowy jest tworzony poprzez zastąpienie -y w M. r.m. imiesłowiu przymiotnikowego biernego przez -´e.
-´ony przechodzi wtedy w -´enie, podobnie jak -´any dla czasowników, których bezokolicznik kończy się na -´eć. Czasem pojawia się przy tym wymiana związana z jotyzacją.

### Wzory odmiany

#### Wzór I
Obejmuje czasowniki, których temat czasu przeszłego ma przyrostek -a- i które w czasie teraźniejszym odmieniają się według trzeciej koniugacji.
- słuch-a-ć – słuch-a-ła – słuch-a-ł – słuch-a-li – słuch-am – słuch-asz – słuch-ają – słuch-aj – słuch-a-ny
- gani-a-ć – gani-a-ła – gani-a-ł – gani-a-li – gani-am – gani-asz – gani-ają – gani-aj – gani-a-ny

#### Wzór II
Nieliczny. Obejmuje czasowniki, których temat czasu przeszłego ma przyrostek -´a-:-´e- i które w czasie teraźniejszym odmieniają się według czwartej koniugacji. Jedynym regularnym czasownikiem jest umieć.
- um-ie-ć – um-ia-ła – um-ia-ł – um-ie-li – um-iem – um-iesz – um-ieją – um-iej – um-ia-ny

#### Wzór III
Obejmuje czasowniki nieprzechodnie, których temat czasu przeszłego ma przyrostek -´a-:-´e- i które w czasie teraźniejszym mają przyrostek -´ej- i odmieniają się według pierwszej koniugacji.
- osiw-ie-ć – osiw-ia-ła – osiw-ia-ł – osiw-ie-li – osiw-iej-ę – osiw-iej-esz – osiw-iej-ą – osiw-iej-0 – osiw-ia-no

Czasownik gorzeć ma formy typu goreje, gore obok gorzeje...

#### Wzór IV
Obejmuje czasowniki, których temat czasu przeszłego ma przyrostek -owa- i które w czasie teraźniejszym mają przyrostek -uj- i odmieniają się według pierwszej koniugacji.
- kup-owa-ć – kup-owa-ła – kup-owa-ł – kup-owa-li – kup-uj-ę – kup-uj-esz – kup-uj-ą – kup-uj-0 – kup-owa-ny

#### Wzór V
Podgrupy Va i Vb obejmują czasowniki, które mają przyrostek -nę-:-ną- w temacie czasu przyszłego, -n- w temacie czasu przyszłego i -nię- (spotyka się też archaiczne -n-iony – zamkniony) w temacie imiesłowu biernego. Podgrupa Va ma temat zakończony na spółgłoskę i tryb rozkazujący z końcówką -´ij, a Vb – temat zakończony na samogłoskę i tryb rozkazujący z końcówką -´0. Na przykład
- kop-ną-ć – kop-nę-ła – kop-ną-ł – kop-nę-li – kop-n-ę – kop-n-iesz – kop-n-ą – kop-n-ij – kop-nię-ty
- przypły-ną-ć – przypły-nę-ła – przypły-ną-ł – przypły-nę-li – przypły-n-ę – przypły-n-iesz – przypły-n-ą – przypły-ń-0 – przypły-nię-ty

Podgrupa Vc łączy formy podgrupy Va i grupy XI.
| Va         | Vc            | Vc         | Vc         | XI       |
| ---------- | ------------- | ---------- | ---------- | -------- |
| szarpnęła  | chudła        | napadła    | okradła    | wiozła   |
| szarpnął   | chudnął/chudł | napadł     | okradł     | wiózł    |
| szarpnąć   | chudnąć       | napaść     | okraść     | wieźć    |
| szarpnięty | (chudnięto)   | napadnięty | okradziony | wieziony |
| szarpnę    | chudnę        | napadnę    | okradnę    | wiozę    |

#### Wzór VI
Obejmuje czasowniki, których temat czasu przeszłego ma przyrostek -´i- (podgrupa VIa) lub -´y- (VIb) i które w czasie teraźniejszym odmieniają się według drugiej koniugacji (z -i- (VIa) lub -y- (VIb) w końcówkach). Imiesłów bierny kończy się na -ony.
- mroz-i-ć – mroz-i-ła – mroz-i-ł – mroz-i-li – mroż-ę – mroz-isz – mroż-ą – mroź-0/mróź-0 – mroż-ony
- zawierz-y-ć – zawierz-y-ła – zawierz-y-ł – zawierz-y-li – zawierz-ę – zawierz-ysz – zawierz-ą – zawierz-0 – zawierz-ony

#### Wzór VII
Obejmuje czasowniki, których temat czasu przeszłego ma przyrostek -´a-:-´e- i które w czasie teraźniejszym odmieniają się według drugiej koniugacji (z -i- (VIIa) lub -y- (VIIb) w końcówkach). Imiesłów bierny kończy się na -any.
- widz-ie-ć – widz-ia-ła – widz-ia-ł – widz-ie-li – widz-ę – widz-isz – widz-ą – (widź-0) – widz-iany
- słysz-e-ć – słysz-a-ła – słysz-a-ł – słysz-e-li – słysz-ę – słysz-ysz – słysz-ą – słysz-0 – słysz-any

#### Wzór VIII
Obejmuje czasowniki, których temat czasu przeszłego ma przyrostek -ywa- (VIIIa) lub -iwa- (VIIIb) i które w czasie teraźniejszym mają przyrostek -uj- oraz odmieniają się według pierwszej koniugacji. Mogą się też odmieniać według wzoru I. Formy skrzyżowane typu oddziaływujący zamiast oddziałujący lub oddziaływający są przeważnie krytykowane przez normatywistów; niektórzy jednak uznają je za mieszczące się w granicach normy użytkowej.
- oddział-ywa-ć – oddział-ywa-ła – oddział-ywa-ł – oddział-ywa-li – oddział-uj-ę – oddział-uj-esz – oddział-uj-ą – oddział-uj-0
- podsłuch-iwa-ć – podsłuch-iwa-ła – podsłuch-iwa-ł – podsłuch-iwa-li – podsłuch-uj-ę – podsłuch-uj-esz – podsłuch-uj-ą – podsłuch-uj-0 – podsłuch-iwa-ny

#### Wzór IX
Obejmuje czasowniki, których temat czasu przeszłego ma przyrostek -a- i które w czasie teraźniejszym mają zwykle przyrostek -´(J)-.
- pis-a-ć – pis-a-ła – pis-a-ł – pis-a-li – pisz-ę – pisz-esz – pisz-ą – pisz-0 – pis-a-ny

Wyjątkiem są czasowniki ssać – ssę – ssiesz i rwać – rwę – rwiesz bez przyrostka -´(J)-.
Czasowniki z tematem zakończonym na t mogą zamiast regularnego c mieć cz (w trybię rozkazującym jedyne możliwe): deptać – depczę/depcę – depcz.
Do wzoru IX zalicza się też czasowniki typu dawać, poznawać z przyrostkiem -awa- w czasie przeszłym, -aj- w czasie teraźniejszym i końcówką trybu rozkazującego -awaj utworzoną od bezokolicznika jak we wzorze I.
- d-awa-ć – d-awa-ła – d-awa-ł – d-awa-li – d-aj-ę – d-aj-esz – d-aj-ą – d-awaj – d-awa-ny

Natomiast czasowniki brać prać mają przyrostek -ra- w czasie przeszłym i -´or- zmiękczany do -´erz- w czasie teraźniejszym
- b-ra-ć – b-ra-ła – b-ra-ł – b-ra-li – b-ior-ę – b-ierz-esz – b-ior-ą – b-ierz-0 – b-ra-ny

#### Wzór X
Podgrupa Xa obejmuje czasowniki, których temat kończy się na -u-, -i- lub -y- i które w czasie teraźniejszym mają przyrostek -j-.
- ku-ć – ku-ła – ku-ł – ku-li – ku-j-ę – ku-j-esz – ku-j-ą – ku-j-0 – ku-ty

Podgrupa Xb obejmuje czasowniki, których temat czasu przeszłego ma przyrostek -´a- i które w czasie teraźniejszym mają przyrostek -´ej-. W rodzaju męskoosobowym czasu przeszłego mogą mieć też regionalną końcówkę -´eli, np. grzeli.
- grz-a-ć – grz-a-ła – grz-a-ł – grz-a-li – grz-ej-ę – grz-ej-esz – grz-ej-ą – grz-ej-0 – grz-a-ny

Podgrupa Xc obejmuje czasowniki, których temat czasu przeszłego ma przyrostek -´ą-:-´ę- lub -ą-:-ę- i które w czasie teraźniejszym mają przyrostek odpowiednio -n- lub -m-.
- c-ią-ć – c-ię-ła – c-ią-ł – c-ię-li – t-n-ę – tn-iesz – t-n-ą – t-n-ij – c-ię-ty
- d-ą-ć – d-ę-ła – d-ą-ł – d-ę-li – d-m-ę – d-m-iesz – d-m-ą – d-m-ij – d-ę-ty

#### Wzór XI
Obejmuje głównie czasowniki, których temat kończy się na -s-, -z-, -t-, -d-, -k-, -g- i które nie mają przyrostków, ale mają wiele oboczności. Imiesłów bierny ma końcówkę -´ony.
- trząś-ć – trzęs-ła – trząs-ł – trzęś-li – trzęs-ę – trzęs-iesz – trzęs-ą – trzęś-0 – trzęs-iony

Do wzoru XI zalicza się też inne czasowniki z r i l w przyrostkach:
- Typu drzeć z przyrostkiem -rze- w bezokoliczniku, -ar- w czasie przeszłym (z imiesłowem biernym na -ar-ty) i -r- w czasie teraźniejszym.
  - d-rze-ć – d-ar-ła – d-ar-ł – d-ar-li – d-r-ę – d-rz-esz – d-r-ą – d-rz-yj – d-ar-ty

Czasownik żreć odmienia się podobnie, ale ma formy bez miękkości: żreć – żresz zamiast *żrzeć – *żrzesz.
- Czasowniki mleć pleć mają przyrostek -le- w bezokoliczniku, -eł- w czasie przeszłym i -´el- w czasie teraźniejszym. Imiesłów bierny tworzy się od tematu czasu teraźniejszego przez dodanie -´ony, ewentualnie (starsza forma) od tematu czasy przeszłego przez dodanie -ty.
  - m-le-ć – m-eł-ła – m-eł-ł – m-eł-li – m-iel-ę – m-iel-esz – m-iel-ą – m-iel-0 – m-iel-ony/m-eł-ty

Dopuszczalna jest też odmiana według wzoru VI z bezokolicznikiem mielić pielić.
- Czasownik wrzeć ma przyrostek -rze-:-rza- w czasie przeszłym i -r- w czasie teraźniejszym. Dodatkowo pojawiają się formy wre, wrzą(c(y)).
  - w-rze-ć – w-rza-ła – w-rza-ł – (w-rze-li) – (w-r-ę) – w-r-e/w-rz-e – w-r-ą/w-rz-ą – w-rz-yj – (w-rz-ano) – w-rz-enie

Czasowniki typu zawrzeć odmieniają się jak trzeć.

#### Czasowniki nieregularne
Wielki słownik polsko-angielski wymienia jako czasowniki nieregularne być, dać, jeść, wiedzieć, mieć, chcieć, wziąć, iść, jechać, siąść, znaleźć, wrzeć, stać, bać się.

## Przymiotnik
Prawie wszystkie przymiotniki odmieniają się według jednego wzoru, jednak zgodnie z podanymi wyżej regułami fonetycznymi różnie modyfikuje się ostatnią spółgłoskę lub grupę spółgłosek, co zaznaczone zostało różnymi kolorami. Wołacz jest zawsze równy mianownikowi.
| Przypadek   | Liczba pojedyncza | Liczba pojedyncza                                   | Liczba pojedyncza    | Liczba pojedyncza | Liczba mnoga        | Liczba mnoga      |
| Przypadek   | Rodzaj żeński     | Rodzaj męskożywotny (męskoosobowy i męskozwierzęcy) | Rodzaj męskorzeczowy | Rodzaj nijaki     | Rodzaj męskoosobowy | Pozostałe rodzaje |
| ----------- | ----------------- | --------------------------------------------------- | -------------------- | ----------------- | ------------------- | ----------------- |
| Mianownik   | -a/-ia            | -y/-i                                               | -y/-i                | -e/-ie            | -´i/-´y             | -e/-ie            |
| Dopełniacz  | -ej/-iej          | -ego/-iego                                          | -ego/-iego           | -ego/-iego        | -ych/-ich           | -ych/-ich         |
| Celownik    | -ej/-iej          | -emu/-iemu                                          | -emu/-iemu           | -emu/-iemu        | -ym/-im             | -ym/-im           |
| Biernik     | -ą/-ią            | -ego/-iego                                          | -y/-i                | -e/-ie            | -ych/-ich           | -e/-ie            |
| Narzędnik   | -ą/-ią            | -ym/-im                                             | -ym/-im              | -ym/-im           | -ymi/-imi           | -ymi/-imi         |
| Miejscownik | -ej/-iej          | -ym/-im                                             | -ym/-im              | -ym/-im           | -ych/-ich           | -ych/-ich         |

W przypadku pól:
- Białego – forma podstawowa przymiotnika (mianownik rodzaju żeńskiego)
- Zielonych (końcówka z e) – drugą formę (z „i”) w przypadku przymiotników kończących się na „ka” (wielka), „ga” (długa) lub „ia” (głupia) w mianowniku rodzaju żeńskiego, formę bez „i” w pozostałych
- Żółtych (końcówka z i/y) – drugą formę (z „i”) w przypadku przymiotników kończących się na „ka”, „ga”, „la” (ośla) lub „ia” w mianowniku rodzaju żeńskiego, formę bez „i” w pozostałych
- Błękitnych – drugą formę (z „i”) w przypadku przymiotników kończących się na „ia” w mianowniku rodzaju żeńskiego, formę bez „i” w pozostałych
- Czerwonego – należy dokonać zmiękczenia poprzedzającej grupy spółgłosek i dodać „i” lub „y” zależnie od wyniku.
  - Uwaga: zamiast końcówek -*szy, a częściowo także -*ży (nie -rzy) pojawiają się fonetycznie miękkie -si, -zi, np.

ten wyższy – ci wyżsi
ten głuchy – ci głusi
ten duży – ci duzi
  - ale

ten boży – ci boży
ten stary – ci starzy
ten kurzy – ci kurzy

Przekształcenia zmiękczające to m.in. (w porównaniu z mianownikiem rodzaju męskiego liczby pojedynczej):
| Zamiana „y” na „i”                       | Zamiana „y” na „i” |
| ---------------------------------------- | ------------------ |
| by                                       | bi                 |
| my                                       | mi                 |
| ny                                       | ni                 |
| wy                                       | wi                 |
| Wymiana spółgłoski, „y” pozostaje „y”    |                    |
| ry                                       | rzy                |
| Wymiana spółgłoski, „y” przechodzi w „i” |                    |
| ły                                       | li                 |
| szy                                      | si                 |
| chy                                      | si                 |
| ży (czasem)                              | zi                 |
| ty                                       | ci                 |
| sty                                      | ści                |
| Wymiana spółgłoski, „i” przechodzi w „y” |                    |
| ki                                       | cy                 |
| gi                                       | dzy                |
| Bez zmian, z „i”                         |                    |
| pi                                       | pi                 |
| si                                       | si                 |
| wi                                       | wi                 |
| Bez zmian, z „y”                         |                    |
| rzy                                      | rzy                |
| ży (czasem)                              | ży                 |

Zazwyczaj przymiotnik występuje przed rzeczownikiem, ale kiedy związek jest ściślejszy, przymiotnik zajmuje często drugie miejsce: duże państwo, potężne państwo, ale państwo polskie; biały kot, wesoły kot, ale kot domowy; długa wojna, ostatnia wojna, ale wojna domowa.

## Liczebnik

### Typy
W polszczyźnie wyróżnia się 8 typów liczebników:
- główne, np.
  - jeden – odmienny jak przymiotnik
  - dwa, trzy – odmienne na swój sposób
- porządkowe, np.
  - pierwszy, drugi, trzeci – odmieniane jak przymiotniki
- mnożne, np.
  - pojedynczy, podwójny, potrójny – odmieniane jak przymiotniki
- wielokrotne, np.
  - jednokrotny, dwukrotny, sześciokrotny – odmieniane jak przymiotniki
  - trzykroć, dwakroć, pięciokroć – archaiczne, nieodmienne
- ułamkowe, np.
  - półtora – 3/2 (nie ma go w większości innych języków europejskich)
  - pół – 1/2
  - ćwierć – 1/4
  - półćwierci – 1/8 (archaiczny)
- wielorakie, np.
  - dwojaki, trojaki, wieloraki – odmieniane jak przymiotniki
- zbiorowe
  - dwaj, dwoje – odmieniane jak rzeczowniki
  - trzej, troje
  - czterej, czworo
- nieokreślone
  - kilka, kilkanaście, kilkadziesiąt, kilkaset
  - niewiele, wiele, trochę, dużo, mało

Występują też rzeczowniki odliczebnikowe, np. jedynka, dwójka, trójka, jedenastka, setka.

### Wpływ na formę rzeczownika
Po liczbach 2, 3 i 4 oraz 22, 23 i 24 itd. występuje rzeczownik w mianowniku, po pozostałych liczebnikach stosowany jest dopełniacz liczby mnogiej, np.: 6 kóz, ale 2 kozy, 3 kozy, 4 kozy itp.